# Dependência de opioides
Dependência de opioides é caracterizado por uma necessidade cada vez maior de opioides para benefícios cada vez menores. Ocorre após uso regular de largo prazo, geralmente para tratar uma dor crônica.  A dependência normalmente também está associada a um forte desejo de usar opioides, crescente tolerância aos opiáceos, falha no cumprimento de obrigações, dificuldade em reduzir o uso e síndrome de abstinência com a descontinuação de opioides.  

## Sinais e sintomas
Os sinais e sintomas de abstinência de opioides podem incluir náusea, dores musculares, diarreia, problemas para dormir, agitação e humor desanimado.  As complicações dessa dependência podem incluir overdose de opioides, tentativa de suicídio, infecções associadas ao uso de injetáveis (como HIV e hepatite C), problemas no relacionamento amoroso ou desemprego.   

## Causas
Os opioides incluem substâncias como heroína, morfina, fentanil, codeína, oxicodona, tramadol e hidrocodona .   A maioria dos usuários de heroína usaram opioides prescritos por médicos primeiro até desenvolver dependência.   Opioides são prescritos para tratar dor intensa e diarreias, principalmente no pós-operatorio. 

### Intoxicação
A intoxicação pode ser causada por mistura com outros sedantes, como álcool, tabaco ou outro analgésico. É mais frequente após um período de abstinência, pelo aumento de receptores opioides por tolerância crescente. Sinais e sintomas de intoxicação com opioides incluem:
- Diminuição da percepção de dor
- Euforia
- Confusão mental
- Sonolência
- Náusea e prisão de ventre (constipação)
- Contração da pupila (miose)
- Frequência cardíaca lenta (bradicardia)
- Hipotensão arterial
- Movimentos lentos (hipocinesia)
- Balançar a cabeça
- Fala lenta (bradilalia)
- Temperatura corporal baixa e sensação de frio (hipotermia)

Para prevenir intoxicação acidental recomenda-se deixar todas as drogas bem guardadas, fora do alcance de crianças.

### Overdose
Os sinais de overdose são:
- Pupilas muito contraídas (miose puntiforme)
- Consciência reduzida que pode evoluir para perda de consciência (coma)
- Edema pulmonar causando dificuldade para respirar (dispneia)
- Choque cardiogênico causado pela insuficiência cardíaca aguda

Deve ser revertida com naloxona.

## Diagnóstico
O diagnóstico pode ser baseado em critérios do manual de diagnóstico de saúde mental (DSM-5). O código é F11.2 no CID-10. Dependência é um padrão de uso de substâncias que leva à deterioração ou desconforto clinicamente significativo, expresso por três ou mais dos itens a seguir; em algum momento de um período contínuo de doze meses:
1. Tolerância: necessidade de quantidades marcadamente crescentes da substância para obter intoxicação ou o efeito desejado. O efeito das mesmas doses diminui claramente com o seu consumo contínuo.
2. Síndrome de abstinência: pela droga prescrita ou por substância muito semelhante usada para aliviar ou evitar os sintomas de abstinência.
3. O opioide é consumido em grandes quantidades ou por um período maior do que o originalmente pretendido.
4. Existe um desejo persistente de uso ou esforços mal sucedidos são feitos para controlar ou interromper o uso de opioides.
5. Muito tempo é gasto em atividades relacionadas à obtenção da substância (por exemplo, visitando vários médicos ou viajando longas distâncias), no consumo do opioide ou na recuperação de seus efeitos.
6. Redução ou abandono de importantes atividades sociais, trabalhistas ou recreativas devido ao uso de opioides.
7. O opioide continua a ser consumido, apesar de estar ciente de problemas psicológicos ou físicos recorrentes ou persistentes que parecem ser causados ou exacerbados pelo uso dessa substância (por exemplo, caídas, tortura, constipação dolorosa e perda importante de peso).

Quando uma pessoa está tomando opioides de maneira indicada pelo médico, não se deve considerar como adicção nem vício. Adicção significa usar opioides em doses maiores que as prescritas ou sem prescrição.

## Tratamento
Indivíduos com dependência de opioides são frequentemente tratados com opioides que não causam adicção, metadona ou buprenorfina, porque não geram o bem estar característico.  Esse tratamento reduz o risco de overdose e suicídio.  Além disso, os indivíduos podem se beneficiar da terapia cognitivo-comportamental, terapia em grupo, programas de doze etapas e outras psicoterapias.  O medicamento naltrexona também pode ser útil para prevenir recaídas.  A naloxona é útil no tratamento de uma overdose de opioides portanto se recomenda aos dependentes ter doses de naloxona em casa. 

## Epidemiologia
Em 2013, o abuso de opioides afetavam cerca de 0,4% da população.  Em 2016, afetava cerca de 27 milhões de pessoas.  O uso prolongado de opioides ocorre em cerca de 4% das pessoas que usaram opioides após uma cirurgia para reparar um trauma ou tratar dor intensa.  O início ocorre frequentemente na idade adulta jovem.  Os homens são afetados com mais frequência do que as mulheres.  O abuso de opioides resultou em 122.000 mortes em todo o mundo em 2015,  contra 18.000 em 1990.  Nos Estados Unidos durante 2016, houve mais de 42.000 mortes devido a overdose de opioides, das quais mais de 15.000 foram resultado do abuso de heroína. 